# Kapelska svjetlica
Kapelska svjetlica (latinski: Telestes karsticus), vrsta slatkovodne ribe iz porodice šarana. Hrvatski je endem čije je ime vrsta dobila po riječi karst. Naraste maksimalno 12,7 cm.
Ova stenoendemska vrsta opisana je tek 2011. godine, a njezin areal rasprostranjenosti svodi se na svega tri lokaliteta oko Velike i Male Kapele. O ribi je još malo poznato. Što se prehrane tiče opisuje se kao eurifagni omnivor čija prehrana uključuje i biljnu i životinjsku hranidbenu komponentu te sklonost kanibalizmu.